# HBW Balingen-Weilstetten
HBW Balingen-Weilstetten er en håndboldklub, der pr. 2018/2019 spiller i den tyske håndboldbundesliga. Klubben kommer fra Balingen i Tyskland. Deres hjemmebane hedder Sparkassen-Arena. De har endnu ikke vundet et mesterskab